# Ehsan Hadadi
Ehsan Hadadi, pers. ‏احسان حدادی‎ (ur. 20 stycznia 1985 w Teheranie) – irański lekkoatleta, dyskobol; srebrny medalista igrzysk olimpijskich w Londynie (2012) oraz olimpijczyk z Pekinu, Rio de Janeiro i Tokio.
W 2004 we włoskim Grosseto został mistrzem świata juniorów. Czterokrotny złoty medalista mistrzostw Azji. W grudniu 2006 zdobył złoty medal XV Igrzysk Azjatyckich. W tym samym roku zajął 2. miejsce w pucharze świata rozegranym w Atenach. Podczas Mistrzostw Świata (Osaka 2007) uplasował się na 7. pozycji, a w 2011 zdobył w Daegu brązowy medal. Uczestniczył w igrzyskach olimpijskich w Pekinie (2008) gdzie jednak nie udało mu się awansować do finału (17. wynik kwalifikacji). Złoty medalista igrzysk azjatyckich (Kanton 2010). Wielokrotny rekordzista Azji, jego rekord życiowy (69,32 z 2008) jest aktualnym rekordem tego kontynentu.